# Лисянский полк
Лисянский полк, Полк Лися́нский — военно-административная единица Войска Запорожского, со столицей в Лисянке.

## История
Лисянский полк был основан Максимом Кривоносом в начале 1648 года. После Зборовского мира полк был упразднен, а его территория вошла в состав Корсунского полка. Полк восстанавливался в 1657-1659 и 1664-1665 годах. Окончательно полк как войсковое подразделение Петра Дорошенко прекратил своё существование в 1674 году, когда территория была занята турецкими войсками, а население ушло на Левобережье.

## Полковники
Реестр Лисянских полковников или полковников Лисянского полка (год):
1. Кривонос, Максим (1648);
2. Якимович, Демьян (1648 — 1649 и 1657 — 1659);
3. Высочан, Семён (1664-1665).